# 鹿瀬橋
鹿瀬橋（かのせばし）は、新潟県東蒲原郡阿賀町の一級河川、阿賀野川に架かる町道鹿瀬線の吊橋である。

## 概要
橋の北側は東蒲原郡阿賀町向鹿瀬に位置し、橋の南側は同町鹿瀬に位置する。橋の北側には東日本旅客鉄道（JR東日本）磐越西線鹿瀬駅が存在するほか、周辺には国道459号の鹿瀬大橋が阿賀野川上流側に隣接している。なお、本橋梁が通る歩道から国道459号に出るには、新潟県道174号角島鹿瀬線または新潟県道322号鹿瀬日出谷線をいったん経由する必要がある。
もともとは村道として着工され、工事中に県道豊実津川線に編入されて阿賀野川に架かる橋梁として架橋された。本橋梁の交通量の増加に伴い、1978年（昭和53年）に鹿瀬大橋が架橋された後は、歩行者や自転車だけに供される歩道橋として転用されている。
メインケーブルは7本を束ねている。

### 橋梁のデータ
- 形式 - RC単純T桁橋2連 + 鋼単径間トラス補剛吊橋 + RC単純T桁橋2連
- 橋長 - 172.300 m
  - 吊橋部支間長 - 129.960 m
- 幅員 - 3.600 m（吊橋部）、4.5 m（桁橋部）
- 床版 - 木床[3]。1981年（昭和56年）にグレーチング床板に改造[4]
- 主塔高 - 16.050 m
- 活荷重 - 6.0 t（自動車荷重）
- 竣工 - 1953年（昭和28年）
- 施主 - 両鹿瀬村（下部工）、新潟県（上部工）
- 施工 - 横河橋梁製作所[注釈 1]（除く塔および鉄筋コンクリート桁）

## 歴史
かつては架橋地点には村営渡船があったが、1949年（昭和24年）に両鹿瀬村により町村工事として架橋工事に着手した。当年度は県費補助工事として主塔を含む下部工を行った。上部工は翌年度以降も引き続き町村工事として完成させる予定であったが、鋼材の高騰などのため工費が当初の予定の数倍となって完成が不可能になってしまったため、県が千万円の地元寄付を条件に県道に編入することになった。かくして1950年（昭和25年）9月19日に県道豊実津川線の経路変更を行うことで県道に編入され、県が1951年度（昭和26年度）・1952年度（昭和27年度）に国庫補助事業として事業を引継ぎ完成させた。途中メインケーブルの張渡しに際しては、橋脚、主塔の施工が町村工事のためか不正確なため修正を要することになった。1953年（昭和28年）1月に開通した。その後、1981年（昭和56年）10月に橋の自重（死荷重）を軽減するために橋床をグレーチングに改修した。